# Distretto di Rutsiro
Il distretto di Rutsiro è un distretto (akarere) del Ruanda, parte della Provincia Occidentale, con capoluogo Gihango.
Il distretto si compone di 13 settori (imirenge):
- Boneza
- Gihango
- Kigeyo
- Kivumu
- Manihira
- Mukura
- Murunda
- Musasa
- Mushonyi
- Mushubati
- Nyabirasi
- Ruhango
- Rusebeya